# Самарин, Николай Николаевич
Николай Николаевич Самарин (3 (15) сентября 1888, Москва, Российская империя — 26 июня 1954, Ленинград, СССР) — советский хирург, член-корреспондент АМН СССР (1946), Заслуженный деятель науки РСФСР (1947).

## Биография
Родился 3 сентября 1888 года в Москве.
Выпускник Военно-медицинской академии (1912 год). В годы Первой мировой войны призван в армию в качестве военного врача. По окончании войны работал ординатором в различных больницах Ростова. С 1920 года ординатор хирургической клиники ВМА, под руководством профессора С. С. Гирголава защитил докторскую диссертацию «О заживлении ран спинного мозга у кроликов». С 1924 года заведующий отделом хирургии Ленинградской больницы имени И. И. Мечникова, также с 1928 года старший ассистент II хирургической клиники Ленинградского ГИДУВа, её заведующим был профессор В. А. Оппель. В 1932 году после смерти В. А. Оппеля становится заведующим кафедрой хирургии ГИДУВа. Награждён орденом Знак Почёта (17.04.1940) — «за успешную работу и проявленную инициативу по укреплений обороноспособности нашей страны».
В годы Великой Отечественной войны работал в Больнице им. В. И. Ленина № 1 (Городской покровской больнице). В 1943—1950 начальник кафедры общей хирургии Военно-медицинской академии, в 1945—1954 заведующий II хирургической клиникой Ленинградского ГИДУВа. В 1950 году Н. Н. Самарин был назначен научным руководителем Ленинградского института скорой помощи имени Ю. Ю. Джанелидзе (ныне Санкт-Петербургский научно-исследовательский институт скорой помощи имени И. И. Джанелидзе).
Умер в 1954 году, похоронен на Большеохтинском кладбище.

## Семья
- Жена — Ольга Конрадовна Самарина (урожд. Недзвецкая; 1887—1972), филолог, переводчик; преподавала иностранные языки в Военно-медицинской академии, в Ленинградском государственном институте усовершенствования врачей, где стала заведующей кафедрой иностранных языков. Автор учебных пособий и воспоминаний, в частности, воспоминаний об Александре Блоке, который приходился О. К. Самариной троюродным братом[4].
- Сын — Юрий Николаевич Самарин (1923—1982).

## Научная деятельность
Автор 80 научных работ, его исследования посвящены вопросам неотложной хирургии органов брюшной полости, главная обработка острой кишечной непроходимости, острого панкреатита и перитонита, травматологии и эндокринологии. В 1940 году под редакцией Самарина вышло руководство для врачей «Диагностика острого живота». Главный организатор травматологического отдела в Ленинградской больнице имени В. И. Ленина. В 1947 году была опубликована монография «Организация травматологического отделения в хирургической клиники», автором которой является Н. Н. Самарин.

## Основные работы
сочинения
- Самарин Н. Н. К хирургии паращитовидных желёз // Вестн. хир : журнал. — 1933. — Т. 30, кн. 87—89. — С. 270.
- Самарин Н. Н. Патогенез и лечение острой кишечной непроходимости // Нов. хир. арх.. — 1937. — Т. 38, кн. 1—2. — С. 169.
- Самарин Н. Н. Диагностика «острого живота» / (ред. и авт. ряда гл.). — Л., 1940, 1952.
- Самарин Н. Н. Ранения и повреждения спинного мозга // Материалы по военно-полевой хирургии / под ред. Н. Н. Бурденко и др.. — М. — Л., 1940. — С. 486.
- Самарин Н. Н. Огнестрельные ранения прямой кишки, костей таза и ягодиц. — Л., 1941.
- Самарин Н. Н. Наблюдения над больными с острыми панкреатитами // Хирургия. — 1953. — № 1. — С. 3.